# Calingasta
Calingasta is een departement in de Argentijnse provincie San Juan. Het departement (Spaans:  departamento) heeft een oppervlakte van 22.589 km² en telt 8.176 inwoners.

## Plaatsen in departement Calingasta
- Barreal
- Calingasta
- La Isla
- Puchuzum
- Sorocayense
- Tamberías
- Villa Corral
- Villa Nueva
- Villa Pituil